# St. Sebastian (Krün)

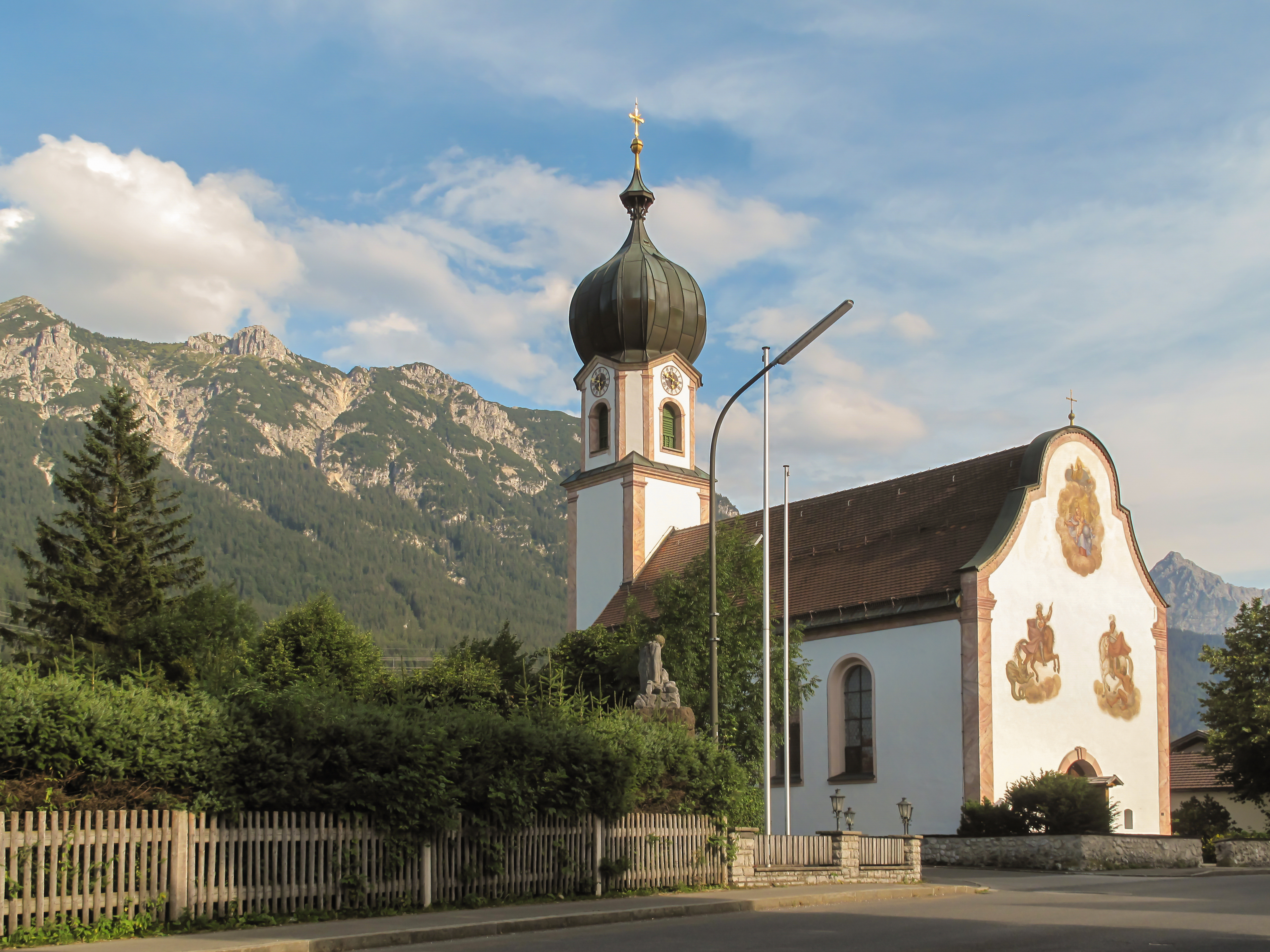
St. Sebastian von Nordwesten

Die römisch-katholische Kuratiekirche St. Sebastian in Krün im oberbayerischen Landkreis Garmisch-Partenkirchen gehört als Teil der gleichnamigen Pfarrkuratie zum Dekanat Werdenfels des Erzbistums München und Freising. Das Gotteshaus mit der Adresse Kirchplatz 1 steht unter Denkmalschutz und ist unter der Aktennummer D-1-80-122-1 in der Denkmalliste des Bayerischen Landesamtes für Denkmalpflege erfasst.

## Geschichte
Die Kirche wurde von 1757 bis 1763 erbaut. Im Jahr 1929 wurden die Fresken der Westfassade erneuert.

## Beschreibung und Ausstattung

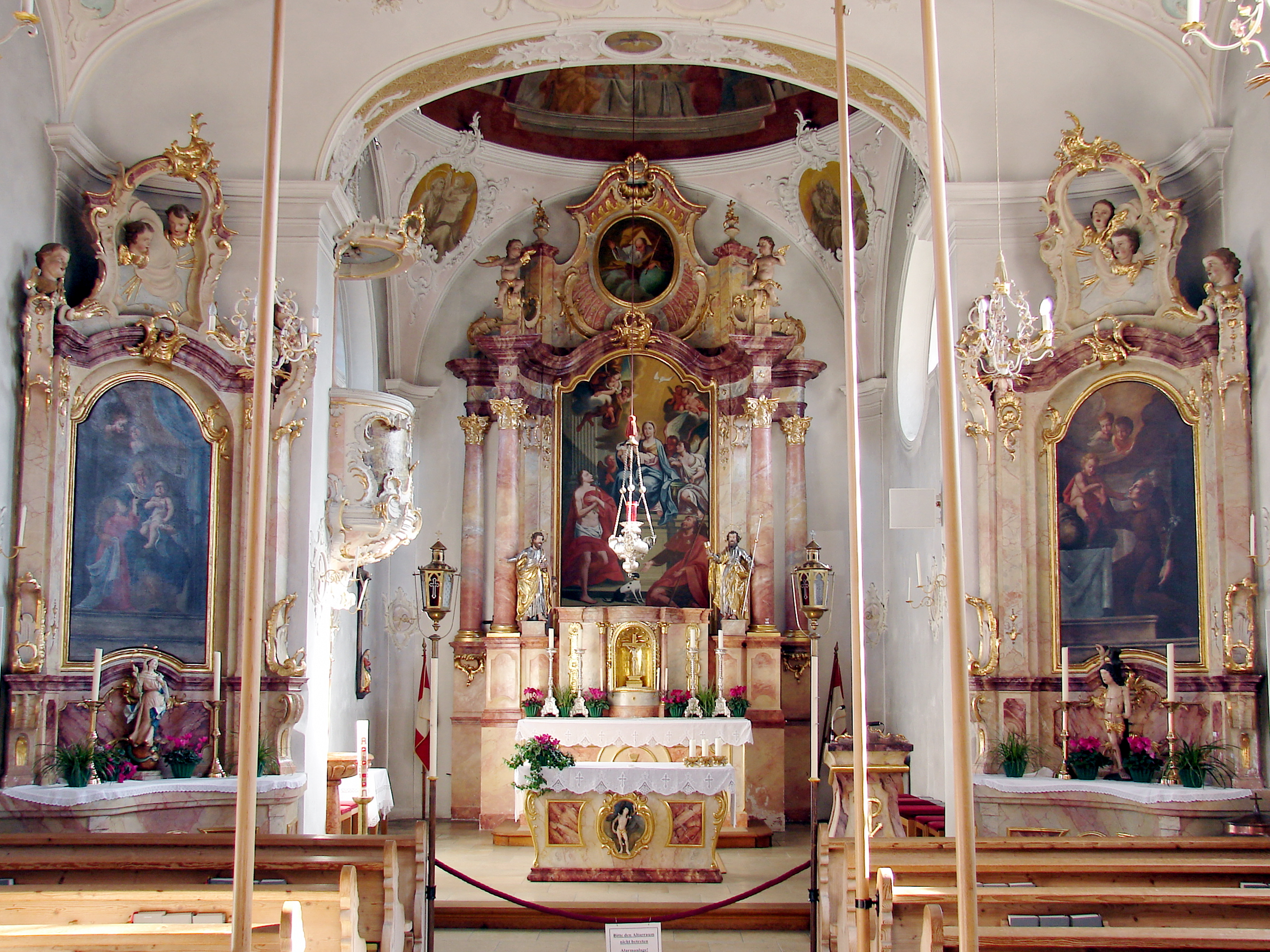
Innenansicht

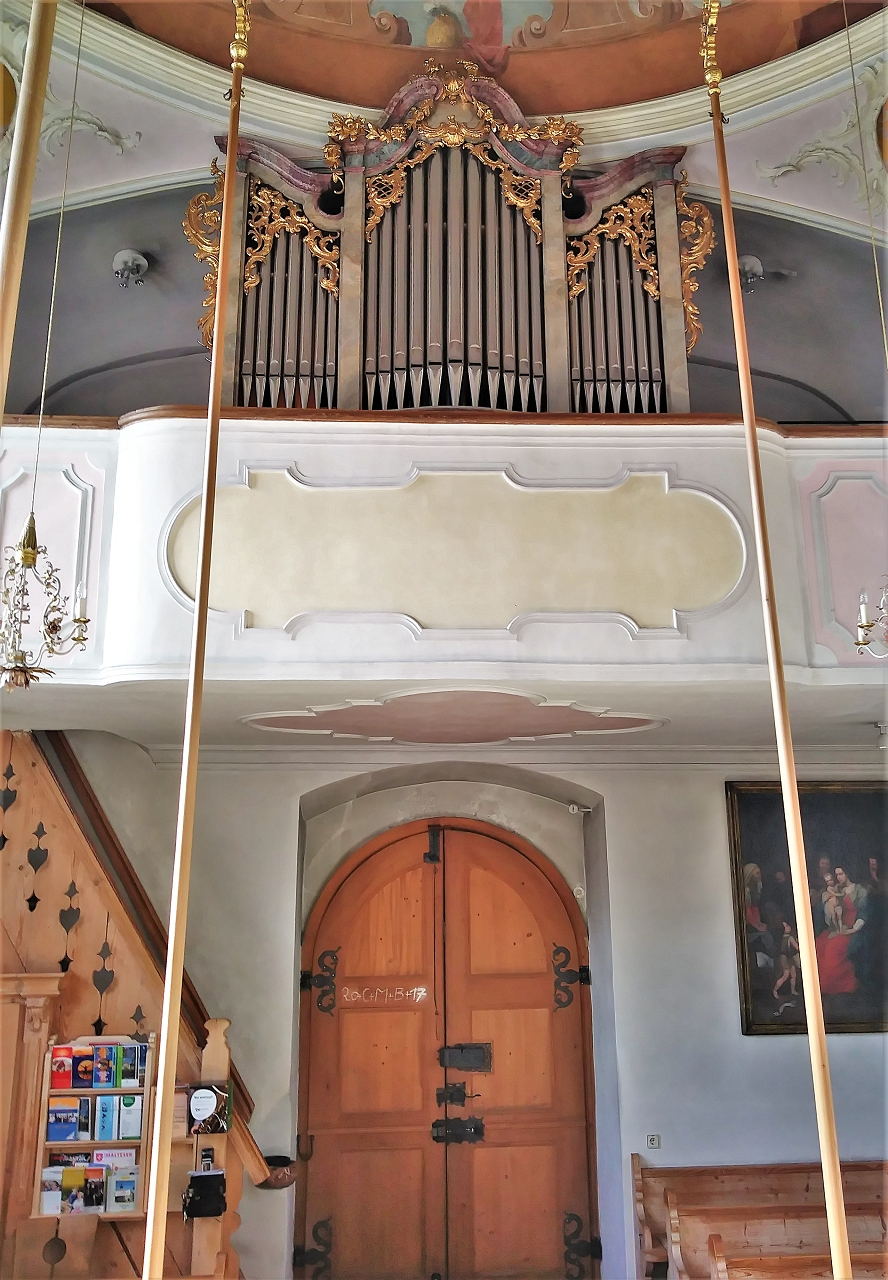
Orgel

Die geostete barocke Saalkirche besitzt einen eingezogenen spätgotischen Chor. Östlich ist der Zwiebelturm angeschlossen.
An der Westfassade befinden sich Fresken der Muttergottes im Wolkenkranz (oben) sowie der Heiligen Georg (links) und Martin (rechts).
Das Marienbild im Hochaltar schuf P. Guglhör im Jahr 1761.
In der Kirche befindet sich ein silbernes Reliquiar mit einem Kreuzpartikel, das Otto von Ritter zu Groenesteyn 1934 stiftete.

### Orgel
Der Münchner Orgelbauer Albert Schönle (Nachfolger von Franz Borgias Maerz) baute 1927 in St. Sebastian eine neue Orgel mit elf Registern auf zwei Manualen und Pedal. Das Instrument im Neurokokoprospekt mit Kegellade und pneumatischer Spiel- und Registertraktur wies folgende Disposition auf:
| I Hauptwerk |    |
| Prinzipal   | 8′ |
| Flöte       | 8′ |
| Salizional  | 8′ |
| Octav       | 4′ |

| II Schwellwerk |       |
| Gedeckt        | 8′    |
| Gamba          | 8′    |
| Dolce          | 8′    |
| Traversflöte   | 4′    |
| Mixtur         | 2 ⁄3′ |

| Pedal   |     |
| Subbaß  | 16′ |
| Zartbaß | 16′ |

- Koppeln: II/I, II/P, I/P, Super- und Suboktavkoppel

Diese Orgel wurde 1991 durch einen Neubau von Dieter Schingnitz mit 11 Registern ersetzt, wobei der Prospekt wiederverwendet wurde.

## Seelsorge
Krün war zur Zeit der Errichtung von St. Sebastian Filiale der Mittenwalder Pfarrei St. Peter und Paul. Ab dem späten 18. Jahrhundert versuchten vermögende Krüner durch Stiftungen die Abstellung eines ständig in Krün wohnenden Benefiziaten zu erreichen, was jedoch aus finanziellen Gründen nicht gelang. Erst später wurde Krün eine eigenständige Pfarrkuratie, die jedoch von Wallgau aus betreut wird.